# Выжа, Олег
Олег Выжа (род. в 1960 году) — советский и молдавский футболист, защитник.

## Карьера
Воспитанник детских спортивных школ города Кишинёва. Играл за команды «Колхида» (Поти), «Нистру», «Ротор», «Динамо» (Самарканд), «Заря» (Бельцы), «Старт» (Ульяновск).
В чемпионате Молдавии выступал за «Универсул», «Тигина», «Торентул».